# Partido de Exaltación de la Cruz
Partido de Exaltación de la Cruz är en kommun i Argentina.   Den ligger i provinsen Buenos Aires, i den centrala delen av landet, 90 km nordväst om huvudstaden Buenos Aires. Antalet invånare är 29 805.
Trakten runt Partido de Exaltación de la Cruz består till största delen av jordbruksmark. Runt Partido de Exaltación de la Cruz är det ganska glesbefolkat, med 43 invånare per kvadratkilometer.